# Larrikins
Larrikins ist eine deutschsprachige Band aus Goldberg in Mecklenburg-Vorpommern.

## Geschichte
Die Band wurde im Mai 2001 in Goldberg bei Rostock gegründet.
2008 legte die Band ihre erste Do-it-yourself-Produktion Kommt Zeit, kommt's hart vor. Das Album fand – trotz oder wegen des DIY-Moments – regionalen Anklang, die Band spielte in der Folge immer mehr Konzerte. 2011 erschien das zweite Album Krisenkirmes, nach Konzerten im In- und Ausland und Festival-Auftritten war es 2015 an der Zeit, wieder ein Album aufzunehmen.
Die LP Am Ende war der Mensch erschien im März 2016 und wurde unter der Regie des Produzenten Dirk Burke (u. a. In Extremo, Knorkator, Bonsai Kitten) produziert.
Am 4. Oktober 2019 erschien das Folgealbum Für die, die geblieben sind.
Auf der „Was zur Hölle…(noch immer) 29 Jahre Dritte Wahl“ Tournee im ausverkauften Astra Kulturhaus in Berlin spielten die Vier am 6. Dezember 2019 als Vorgruppe der Band Dritte Wahl. Trotzend der Anfang 2020 ausbrechenden COVID-19-Pandemie arbeiten die Musiker im Eiltempo und das Album Reminizenz wird zum zwanzigjährigen Bandjubiläum angekündigt. Durch die eingeschränkten Live- und Studioaktivitäten erscheint das Album, später als geplant, in Kooperation mit dem Label Dackelton Records im Oktober 2022.
Im April 2023 spielen die Larrikins ein Akustikkonzert in der ausverkauften Stadtkirche Goldberg, welches wohl zu den fulminantesten Livemomenten der Bandgeschichte gehört. Im gleichen Atemzug erscheint im Dezember 2023 das Album Live & Akustisch in digitaler Form, auf dem acht Livesongs enthalten sind.
Das bisher umfangreichste Werk der Band erscheint am 31. Januar 2025 und trägt den Titel Nichts ist jemals sicher. Mit gleich 16 Titeln veröffentlichen die Goldberger ein Doppelalbum und zeigen sich auf dieser Veröffentlichung in Höchstform. Renommierte Kritikerinnen und Kritiker sehen in diesem Album einen musikalischen Kampfsportkurs, ein Manifest gegen Resignation oder den Soundtrack für all diejenigen, die sich nicht mit dem Ist-Zustand abfinden wollen.

## Stil
Das musikalische Spektrum des Quartetts umfasst Punk und Metal, Die Band selbst beschreibt ihren Stil als „Non Genre Music“.

## Diskografie
Alben
- 2008: Kommt Zeit, kommt's hart (CD, Eigenproduktion)
- 2011: Krisenkirmes (CD, Eigenproduktion)
- 2016: Am Ende war der Mensch (CD/LP, Rügencore Records)
- 2019: Für die, die geblieben sind (CD/LP, Rügencore Records)
- 2022: Reminiszenz (CD/LP, Dackelton Records)
- 2023: Live & Akustisch (Digital, Dackelton Records)
- 2025: Nichts ist jemals sicher (CD/Doppel-LP, Dackelton Records)

Sampler
- Ox-Compilation #125 (CD-Beilage zum Ox Fanzine #125)
- MOODmacher – Der Musiker Sampler (LP, 2022)